# Арсиноя (Марион)
Арсиноя (греч. Ἀρσινόη) — ныне несуществующий древний город на северо-западе Кипра, недалеко от полуострова Акамас и старинного города Марион. Древние писатели объединяли эти два города (Стефан Византийский). Город назван в честь Арсинои II, жены и сестры Птолемея Филадельфийского. Согласно Страбону в городе была священная роща Зевса. Имеется несколько древних городов со схожим названием, например Арсиноя.